# 天鉤八
天鉤八，又名仙王座ι、BD+65 1814、HD 216228、SAO 20268、HR 8694，是仙王座的一颗恒星，恆星光譜為K0。它的英文專屬名稱是Alvahet或Alvahat ，源自阿拉伯文的الواحة (al-wahat)，意思是"綠洲"，是從北天一個著名的阿拉伯星群標題الواحة القفر al-wahat al-qafr "沙漠中的綠洲"導出來的。

天鉤八是一顆橘色的巨星，距離地球大約115光年。

## 外部連結
- Yale Bright Star Catalog; click on Cepheus（页面存档备份，存于）

| 前任者： 少衛增八 (仙王座γ) | 北極星 5200–6800 | 繼任者： 天鉤五 (仙王座α) |